# Climaciella semihyalina
Climaciella semihyalina är en insektsart som först beskrevs av Le Peletier de Saint Fargeau och Audinet-serville in Latreille et al. 1825.  Climaciella semihyalina ingår i släktet Climaciella och familjen fångsländor. Inga underarter finns listade i Catalogue of Life.